# Авли (град)
 Тази статия е за средновековния град в България.  За съвременния град в Гърция вижте Авли (дем Кушница).  
А̀вли е средновековен град в днешна източна България. Точно му местоположение не е установено, но се предполага, че се е намирал в района на днешния град Сливен.

## Исторически свидетелства
Градът е споменат от андалуския пътешественик на сицилианска служба Ал-Идриси (1099 – 1165), който го описва като процъфтяващо селище, известно със земеделието и ковачниците си – Идриси съобщава, че наред с „непрекъснато следващите обработени полета“ там има и сръчни железари.
Константин Иречек също споменава Авли, цитирайки Жофроа дьо Вилардуен относно войната между Второто българско царство и Латинската империя. Според източника Анри Фландърски безуспешно обсажда пограничния град през 1204 г.
Авли продължава да съществува и през османския период, когато е наричан и с името Бургуджии(на турски: burgu – бургия, свредел).